# Гори (Львівський район)
Гори —  село в Україні, у Жовківській міській громаді Львівського району Львівської області, орган місцевого самоврядування — Жовківська міська рада. Населення становить 102 особи (станом на 2001 рік). Село розташоване на сході колишнього Жовківського району, за 11,8 кілометра від центру ОТГ.

## Географія
Село Гори лежить за 11,8 км на схід від адміністративного центру громади, фізична відстань до Києва — 435,0 км.

## Історія
12 червня 2020 року, відповідно до розпорядження Кабінету Міністрів України № 718-р «Про визначення адміністративних центрів та затвердження територій територіальних громад Львівської області», село увійшло до складу Жовківської міської громади.
19 липня 2020 року, в результаті адміністративно-територіальної реформи та ліквідації Жовківського району, село увійшло до складу новоствореного Львівського району.

## Населення
Станом на 1989 рік у селі проживало 138 осіб, серед них — 64 чоловіки і 74 жінки.
За даними перепису населення 2001 року у селі проживало 102 особи. Рідною мовою назвали:
| Мова       | Кількість осіб | Відсоток |
| ---------- | -------------- | -------- |
| українська | 102            | 100,00%  |